# Хосе Мануель Морено (велогонщик)
Хосе Мануель Морено (ісп. José Manuel Moreno, 7 травня 1969) — іспанський велогонщик.
Олімпійський чемпіон 1992 року в гіті на 1 км.
Чемпіон світу з трекових велоперегонів 1991 року в гіті на 1 км.